# Lucien Deiss
Lucien Deiss fou un religiós esperità i compositor alsacià nascut a Eschbach el 2 de setembre de 1921 i mort el 9 d'octubre de 2007 a Chevilly-Larue.

## Biografia
Entrat l'any 1942 als esperitans, Lucien Deiss compongué més de 460 cants litúrgics.
Apassionat de la Biblia i de la litúrgia, és inicialment professor d'Escriptura santa al gran seminari de Brazzaville (Congo). Tornat a França per raons de salut l'any 1948, ensenyà llavors al seminari de Chevilly-Larue. Ha estat ú dels grans artesans de la renovació litúrgica, arran el Concili Vaticà II.
Des del 1950, compon els seues primers cants en llengua pròpia. El 1963, el Concili Vaticà II acceptà que s'utilitzessen les llengües pròpies en les cerimònies religioses, dedicació assolida plenament per Lucien Deiss incorporant cançons populars alsacianes harmonitzades per ell. Així, es permetia l'ús tant en la missa com en l'administració dels sagraments o en d'altres parts de la Litúrgia. Com ara els canvis no es començaren a implantar a València fins al 1973, quan es començaren a elaborar els textos litúrgics amb la creació de comissións específiques (Comissió Interdiocesana Valentina dirigida pel pare Pere Riutort), la influència dels treballs de Deiss fou plenament defensada per alguns del membres de dita comissió, com ara Mossèn Sorribes, i és plenament identificable als treballs posteriors dels mossens Joan Úbeda i Climent Barber.
Publicà també una Sinòptica comentada dels Evangelis, editada per Desclée de Brouwer.

## Obres

### Composicions
- Psaume et Cithare (1953)[5]
- Lobt und preist die herrlichen Taten des Herrn (1954);[6] Text de Diethard Zils (1970) & Melodia de Lucien Deiss (1954)
- Louange et Gloire (1954)
- Cantique Nouveau (1955)
- Anciens Noëls (1957)
- Souviens-toi de Jésus-Christ
- L'Esprit de Dieu
- Terre entière chante ta joie
- Un seul Seigneur
- Peuple de prêtres, peuple de rois
- Le Pain de la Fête (1977)
- Visage d'Amour (1987)
- D'un amour éternel (1994)

### Llibres
- La Prière chrétienne des psaumes, Desclée de Brouwer, 2001.
- La Messe, Desclée de Brouwer, 1989.
- Joseph, Marie, Jésus, edicions Saint Paul, 1997.